# Ladak
Ladak (Ladakh) történelmi, kulturális és földrajzi régió Dél-Ázsiában, a Himalája nyugati, India legészakibb részén. 2019. október 31-ig Dzsammu és Kasmír állam része, harmadik tartománya volt, ma önálló szövetségi terület. Közigazgatása Kargil és Leh körzeteiből áll. A terület nagyrészt magashegyvidéki és ritkán lakott. Ladak a távoli hegyek és a tibeti buddhista kultúra szépségéről ismert, ezért Kis Tibetnek is nevezik.
Tibeti nevének (La-dvags ལ་དྭགས་) jelentése: a „magas hágók földje”. Legkorábbi említése már Hérodotosz művében feltűnik.

## A történelmi Ladak
A történelmi Ladak több különálló régiót tartalmazott:
- a felső Indus-völgy, többnyire lakott terület,
- Zanszkár távoli völgyei és az észak felé eső Nubra-völgy, melyet a világ egyik legmagasabban fekvő közútja ér el
- Akszájcsin (kínai: Ākèsàiqīn 阿克赛钦), ma kínai adminisztráció alatt; lakatlan,
- a Purig, a Kargil és a Szuru völgye nyugatra, túlnyomórészt síita népességgel. Itt található Kargil, az indiai Ladak második legnagyobb települése.
- Szkardu körzete (urdu: ضلع سکردو), ma pakisztáni közigazgatás alatt. Lakossága muszlim.

Ladak (vörösesbarna) elhelyezkedése a régióban

## Földrajz
Ladak területének nagy része meghaladja a 3000 méter átlagos tengerszint feletti magasságot. Észak felől a Karakorum-hegység uralja, délen a Himalája vonulatai, nyugat felé a Pir Pandzsal vonulatai.
Főbb folyói: Indus, Sajok (Shyok), Nubra. Az Indus főbb mellékfolyói: Szuru (Suru), Zanszkár.

## Népesség
Legnépesebb városa Leh (kb. 35 ezer fő), amelyet Kargil (kb. 20 ezer) követ.
A lakosság indoárja és tibeti eredetű. 
Fő nyelve a ladaki; további hivatalos nyelvek a tibeti, hindi, ladaki–balti, urdu.
Vallásilag kb. a fele síita muszlim (Kargil körzet), a maradék többnyire tibeti buddhista (Leh körzet, Zanszkár-völgy). A bevándorlók és leszármazottaik között vannak még hindu, szikh, bön vallású és keresztény csoportok.

## Gazdaság
Korábban a mezőgazdasági önellátás dominált, ma a fő bevételi forrása már a turizmus, különösen azután, hogy a muszlim Kasmír létrejöttének köszönhetően a kasmíri konfliktus véget ért.
A 4000 méternél magasabban fekvő területeken a kasmírkecskéket tartják. Itt a fő árucikk a jó minőségű kasmírgyapjú. Az öszvérek, jakok vagy szamarak hátán a gyapjút a völgybe viszik.
A régió távoli és közlekedésileg kedvezőtlen helyzete miatt sem bányászati tevékenységek, sem ipar nem telepedett meg.

## Képek

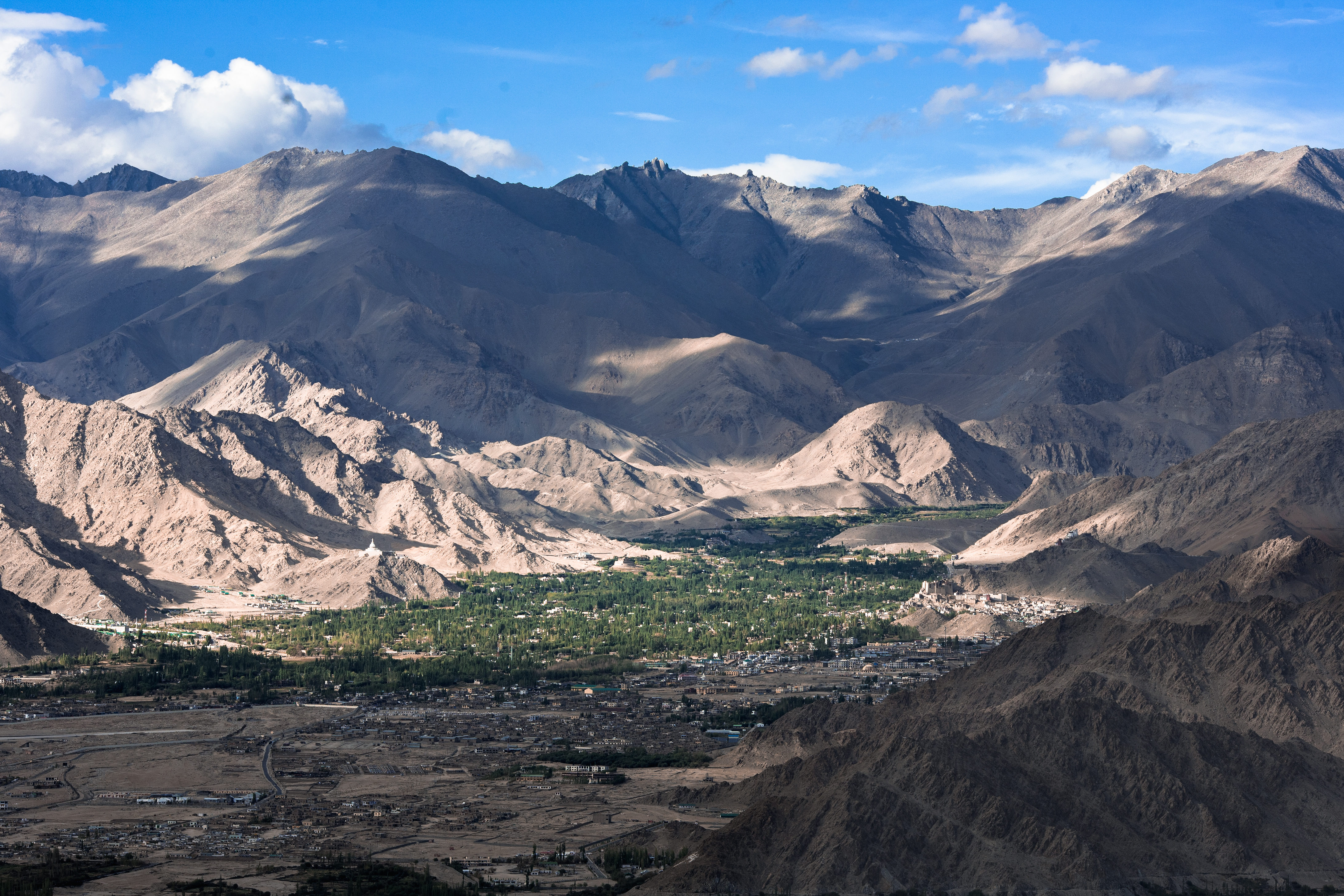
Ladaki tájkép
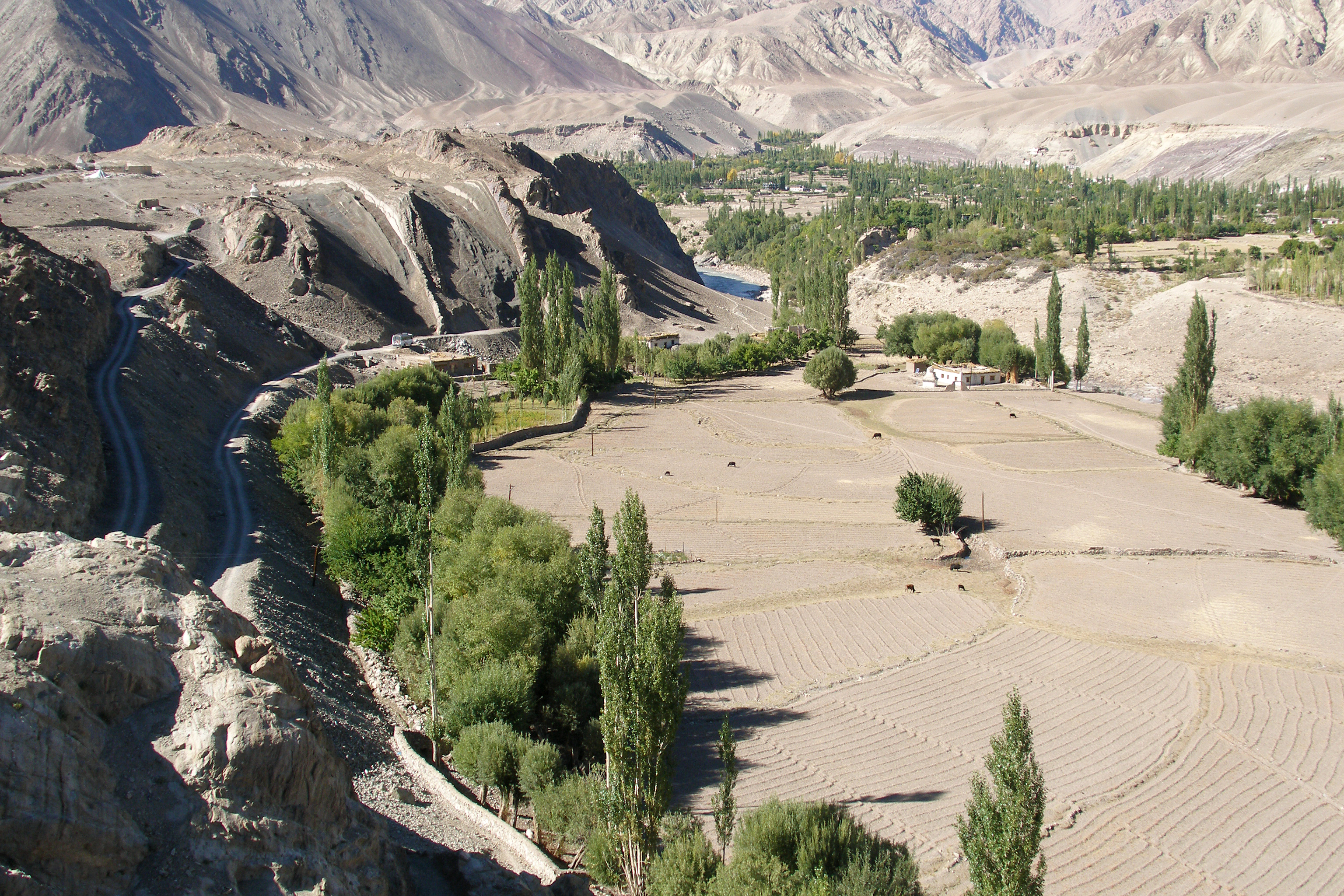
Alchi
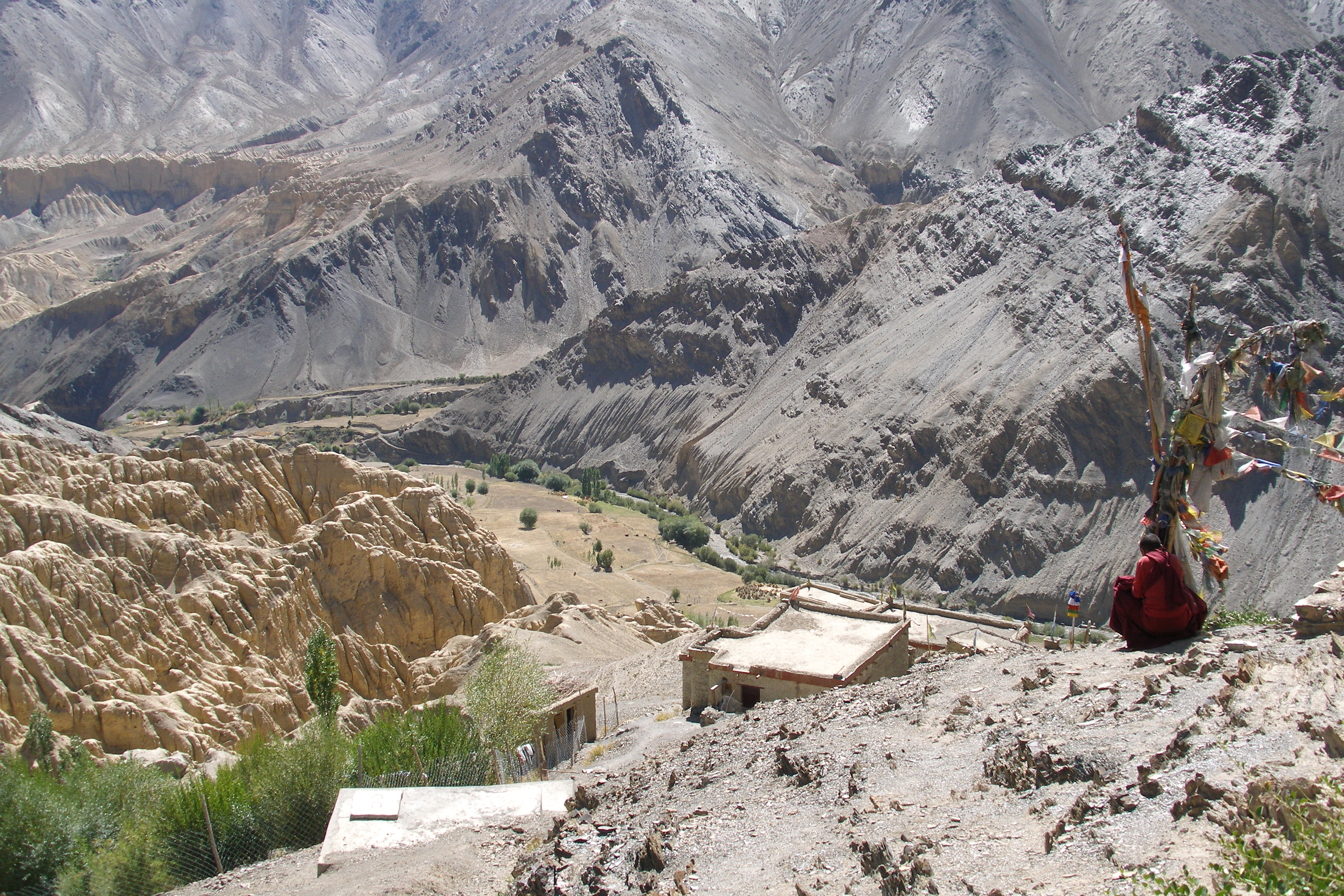
Lamayuru
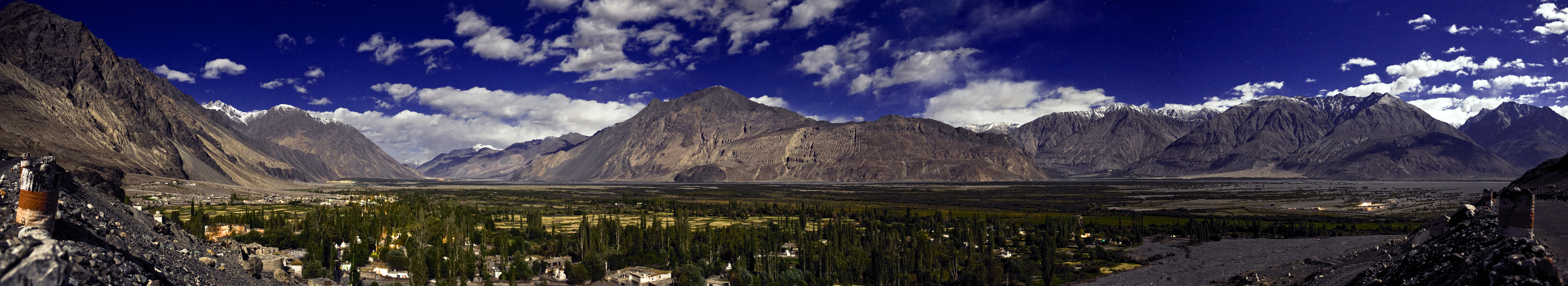
Nubra-völgy
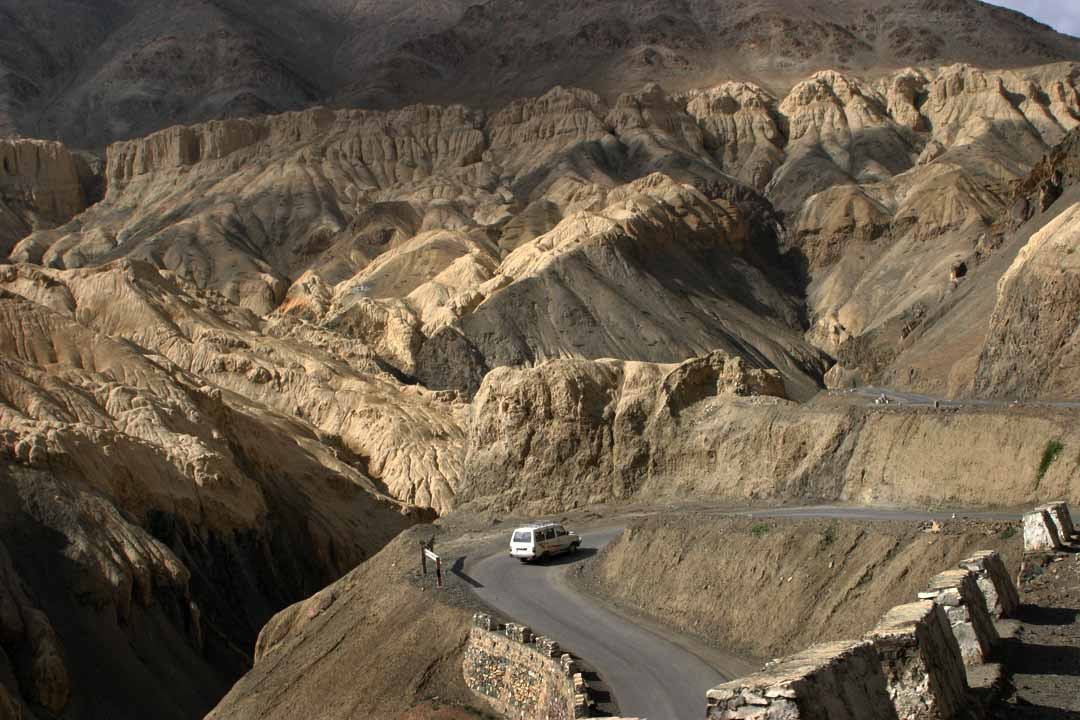
A 3-as főút
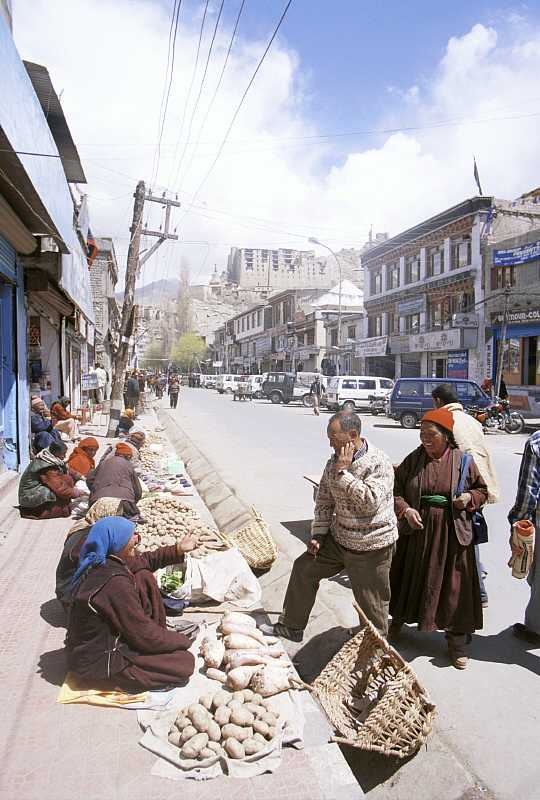
Utcakép Lehben
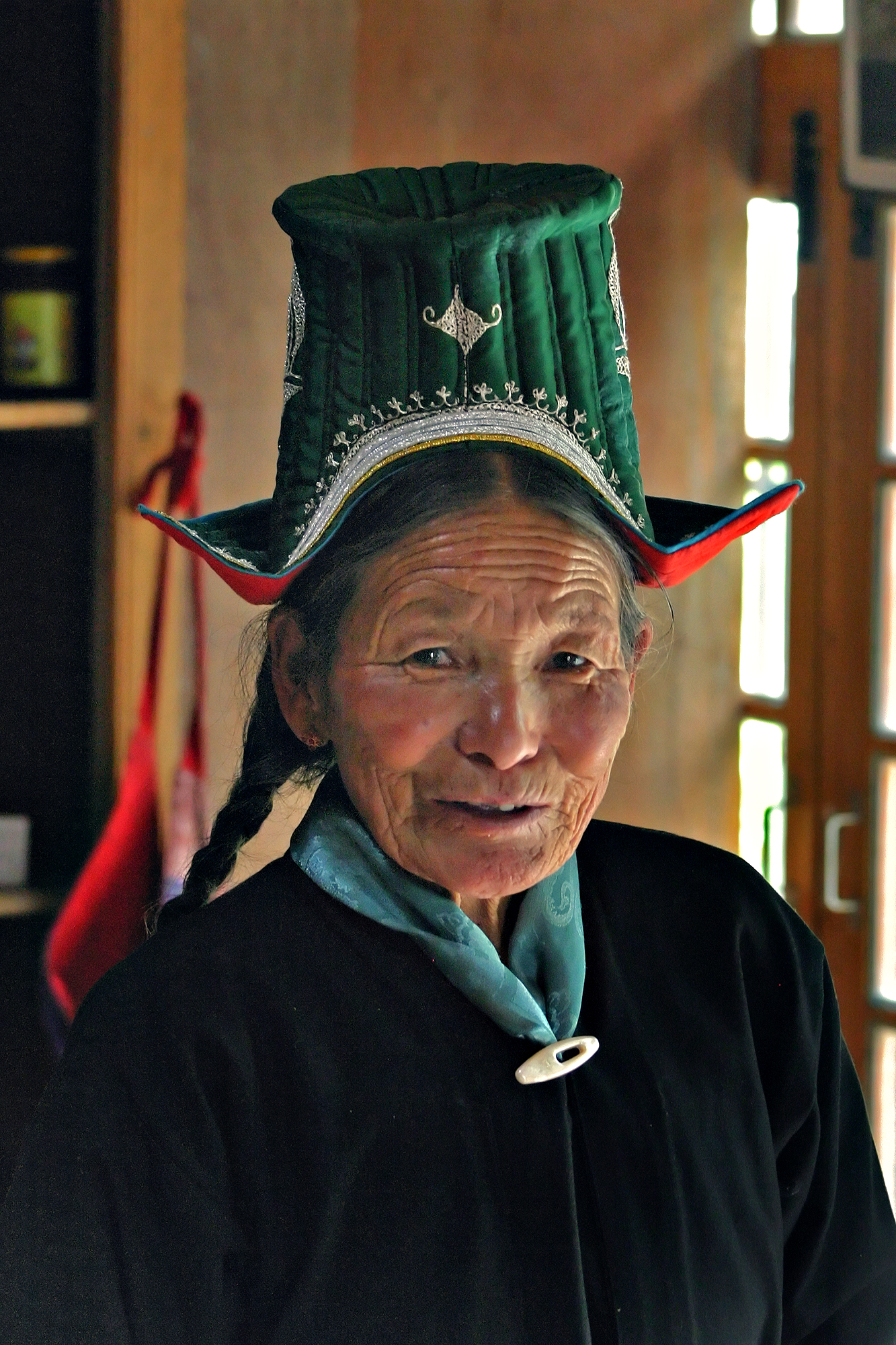
Ladaki asszony hagyományos viseletben
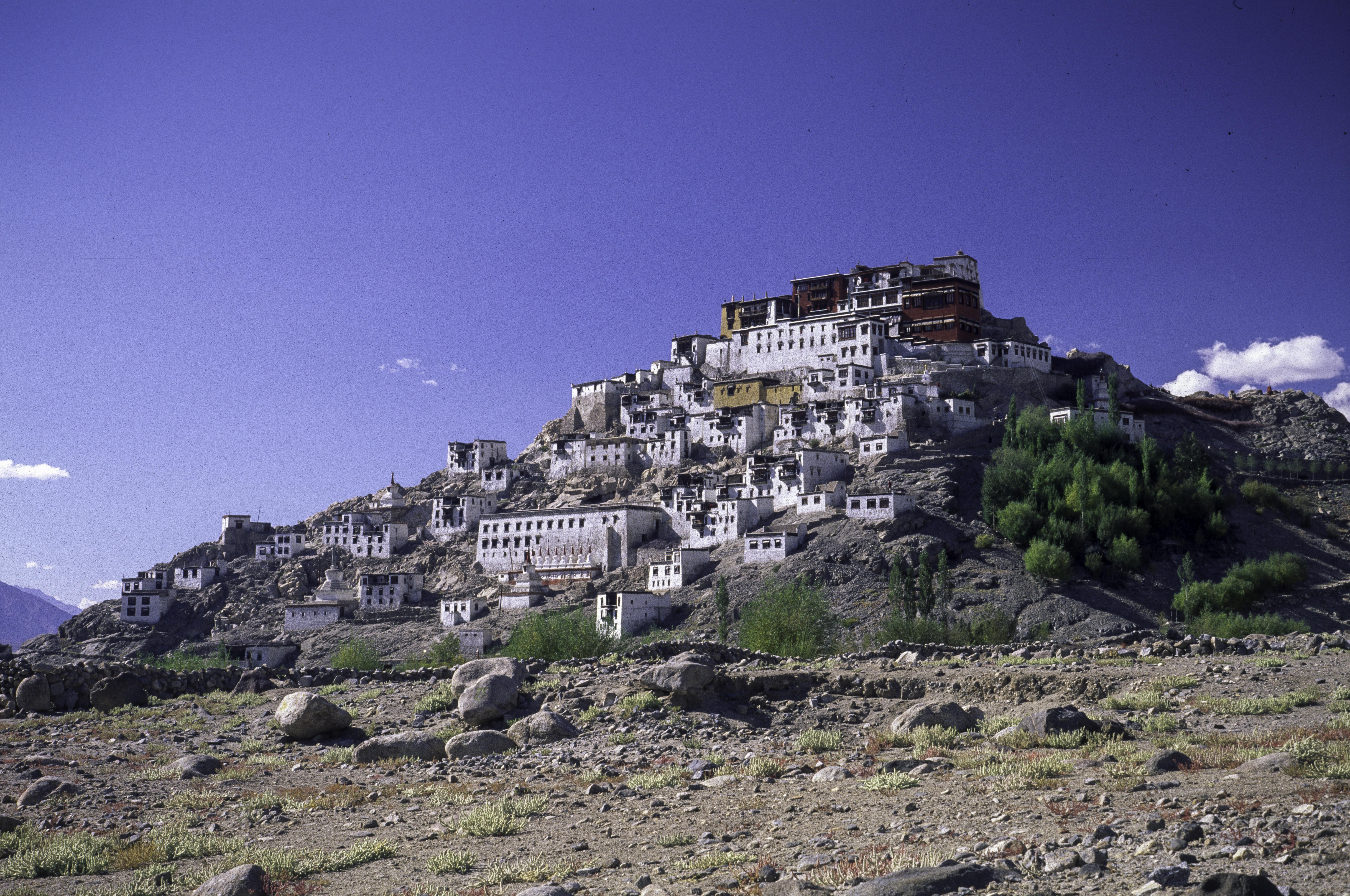
Buddhista kolostor a hegytetőn

## Fordítás
- Ez a szócikk részben vagy egészben  a   Ladakh című angol Wikipédia-szócikk fordításán alapul.  Az eredeti cikk szerkesztőit annak laptörténete sorolja fel. Ez a jelzés csupán a megfogalmazás eredetét és a szerzői jogokat jelzi, nem szolgál a cikkben szereplő információk forrásmegjelöléseként.
- Ez a szócikk részben vagy egészben  a   Ladakh című német Wikipédia-szócikk fordításán alapul.  Az eredeti cikk szerkesztőit annak laptörténete sorolja fel. Ez a jelzés csupán a megfogalmazás eredetét és a szerzői jogokat jelzi, nem szolgál a cikkben szereplő információk forrásmegjelöléseként.